# Matiguás
Matiguás é um município da Nicarágua, situado no departamento de Matagalpa. Tem 1,532 km² de área e sua população em 2020 foi estimada em 47.777 habitantes.